# Black Radio
Black Radio — пятый студийный альбом американского джазового пианиста и хип-хоп продюсера Роберта Гласпера, записанный с его коллективом Robert Glasper Experiment и выпущен 28 февраля 2012 года на Blue Note Records. Альбом получил премию Грэмми на 55-й церемонии вручения за лучший R&B-альбом, также трек «Gonna Be Alright (FTB)» был номинирован на лучшее R&B-исполнение, в записи которого участвовала Ledisi.

## Список композиций
| №   | Название                       | Автор(ы)                                            | При участии                     | Длительность |
| --- | ------------------------------ | --------------------------------------------------- | ------------------------------- | ------------ |
| 1.  | «Lift Off / Mic Check»         | Роберт Гласпер, Шафик Хусейн                        | Шафик Хусейн                    | 3:57         |
| 2.  | «Afro Blue»                    | Монго Сантамария, Оскар Браун                       | Эрика Баду                      | 5:13         |
| 3.  | «Cherish the Day»              | Шаде Аду, Эндрю Хейл, Стюарт Мэтьюмен               | Лала Хатауэй                    | 5:53         |
| 4.  | «Always Shine»                 | Роберт Гласпер                                      | Лупе Фиаско, Билал              | 5:22         |
| 5.  | «Gonna Be Alright (F.T.B.)»    | Роберт Гласпер, Лоретта Янг                         | Ledisi                          | 6:13         |
| 6.  | «Move Love»                    | Роберт Гласпер, Парис Стразер                       | KING                            | 3:22         |
| 7.  | «Ah Yeah... That's Just Great» | Роберт Гласпер, Деррик Ходж, Крисетт Мишель         | Musiq Soulchild, Крисетт Мишель | 5:13         |
| 8.  | «The Consequences of Jealousy» | Роберт Гласпер, Мишель Ндегеочелло                  | Мишель Ндегеочелло              | 6:12         |
| 9.  | «Why Do We Try»                | Джеффри Аллен                                       | Стокли Уильямс                  | 6:32         |
| 10. | «Black Radio»                  | Роберт Гласпер, Деррик Ходж, Крис Дейв, Даррен Смит | Mos Def                         | 5:26         |
| 11. | «Letter to Hermione»           | Дэвид Боуи                                          | Билал                           | 4:52         |
| 12. | «Smells Like Teen Spirit»      | Курт Кобейн, Дэйв Грол, Крист Новоселич             |                                 | 7:24         |

Бонус-трек из iTunes
| №   | Название         | Автор(ы)      | Длительность |
| --- | ---------------- | ------------- | ------------ |
| 13. | «A Love Supreme» | Джон Колтрейн | 5:20         |

Бонус-трек для Европы
| №   | Название | Автор(ы)                   | Длительность |
| --- | -------- | -------------------------- | ------------ |
| 13. | «Fever»  | Роберт Гласпер, Хинди Зара | 6:48         |

Бонус-трек для Японии
| №   | Название | Автор(ы)      | Длительность |
| --- | -------- | ------------- | ------------ |
| 13. | «Twice»  | Little Dragon | 5:26         |

## Black Radio Recovered: The Remix EP
| №  | Название                                                           | Автор(ы)                                            | Автор ремикса                  | Длительность |
| -- | ------------------------------------------------------------------ | --------------------------------------------------- | ------------------------------ | ------------ |
| 1. | «Afro Blue (9th Wonder's Blue Light Basement Remix)»               | Монго Сантамария, Оскар Браун                       | 9th Wonder                     | 5:07         |
| 2. | «Black Radio (Pete Rock Remix)»                                    | Роберт Гласпер, Деррик Ходж, Крис Дейв, Даррен Смит | Пит Рок                        | 4:51         |
| 3. | «The Consequences of Jealousy (Georgia Anne Muldrow Sassy Geemix)» | Роберт Гласпер, Мишель Ндегеочелло                  | Джорджия Энн Малдроу           | 4:37         |
| 4. | «Twice (?uestlove's Twice Baked Remix)»                            | Роберт Гласпер, Соланж Ноулз                        | ?uestlove                      | 9:22         |
| 5. | «Letter to Hermione (Robert Glasper and Jewels Remix)»             | Дэвид Боуи, Кристофер Кросс                         | Роберт Гласпер, DJ Jewels Baby | 4:14         |
| 6. | «Dillalude #2»                                                     | Роберт Гласпер                                      |                                | 9:10         |

## Участники записи
The Robert Glasper Experiment
- Роберт Гласпер — фортепиано, Rhodes (треки 10, 11), синтезатор (трек 10), аранжировка (треки 2, 11, 12)
- Кейси Бенджамин — вокодер (треки 1, 3, 4, 8, 12), флейта (треки 2, 11), саксофон (треки 3, 6, 9, 10), синтезатор (треки 3-5, 12), аранжировка (трек 8)
- Деррик Ходж — басс-гитара
- Крис Дейв — ударные, перкуссия
- Джахи Сандэнс — эффекты винилового проигрывателя (треки 1, 8, 10, 12)
- Стокли Уильямс — перкуссия (трек 9)

Приглашенные артисты
- Шафик Хусейн — вокал (трек 1)
- Эрика Баду — вокал (трек 2, трек 1 из Remix EP)
- Лала Хэтэуэй — вокал (треки 3, 12)
- Билал — вокал (треки 4, 11, трек 5 из Remix EP)
- Лупе Фиаско — вокал (трек 4)
- Ледиси — вокал (трек 5)
- KING (трек 6)
  - Анита Биас — вокал
  - Амбер Стразер — вокал
  - Парис Стразер — клавишные
- Крисетт Микеле — вокал (трек 7)
- Музик Саулчайлд — вокал (трек 7)
- Ми’Шель Ндегеочелло — вокал (трек 8, трек 3 из Remix EP)
- Штокли Уильямс — вокал (трек 9), перкуссия (треки 9, 12)
- Mos Def — вокал (трек 10, трек 2 из Remix EP)
- Хинди Захра — вокал (европейский бонус-трек)
- Phonte — вокал (трек 1 из Remix EP)
- Соландж Ноулз — вокал (трек 4 из Remix EP)
- The Roots — (трек 4 из Remix EP)
- Black Milk — вокал (трек 5 из Remix EP)
- 9th Wonder — ремиксинг (трек 1 из Remix EP)
- Пит Рок — ремиксинг (трек 2 из Remix EP)
- Джорджия Энн Малдроу — ремиксинг (трек 3 из Remix EP)
- ?uestlove — ремиксинг (трек 3 из Remix EP)
- DJ Jewels Baby — ремиксинг (трек 5 из Remix EP)

Продакшн
Альбом был записан на студии Threshold в Лос-Анджелесе, Калифорния. Китом Льюисом, при содействии Тодда Бергмана. Вокал и фортепиано в треке «Afro Blue» были записаны Максом Россом на студии Systems Two в Бруклине, Нью-Йорк. Сведением занимался продюсер и микс-инженер Qmillion из студии Flying Dread STudios, Венис, Калифорния. Мастерингом занимался Крис Атенс из Sterling Sound, Нью-Йорк. Все треки продюсировались Робертом Гласпером, кроме седьмого, где сопродюсером выступил Брайан-Майкл Кокс.
- Николь Хегеман — исполнительный продюсер, продакшн-координатор, менеджмент
- Эли Вулф — исполнительный продюсер, A&R-менеджер
- Винсент Беннетт — менеджмент
- Гордон Х. Джи — художественный директор
- Джулиани (англ. Giuliyani) — авторская работа для обложки
- Майкл Шрайбер — фотография
- Джуэлл Грин — фотография
- Cognito — фотография
- Анжелика Бинер — примечание альбома